# Испринген
Испринген (њем. Ispringen) општина је у њемачкој савезној држави Баден-Виртемберг. Једно је од 28 општинских средишта округа Енцкрајс. Према процјени из 2010. у општини је живјело 5.957 становника. Посједује регионалну шифру (AGS) 8236030.

## Географски и демографски подаци
Испринген се налази у савезној држави Баден-Виртемберг у округу Енцкрајс. Општина се налази на надморској висини од 275 метара. Површина општине износи 8,2 km². У самом мјесту је, према процјени из 2010. године, живјело 5.957 становника. Просјечна густина становништва износи 726 становника/km².